# Vilija Matačiūnaitė
Vilija Matačiūnaitė, née le 24 juin 1986 à Vilnius en Lituanie, est une chanteuse et actrice lituanienne.
Le 1er mars 2014, elle est choisie pour représenter la Lituanie au Concours Eurovision de la chanson 2014 à Copenhague, au Danemark avec la chanson Attention.

## Discographie
- Mylėk (2006)

## Filmographie
| Année | Film                            | Rôle      | Notes                                      |
| ----- | ------------------------------- | --------- | ------------------------------------------ |
| 2010  | Mano mylimas prieše (TV series) | Miglė     | rôle principale et interprète du générique |
| 2013  | Romeo ir Džiuljeta (TV show)    | elle-même | Host                                       |